# Palatul Taurida

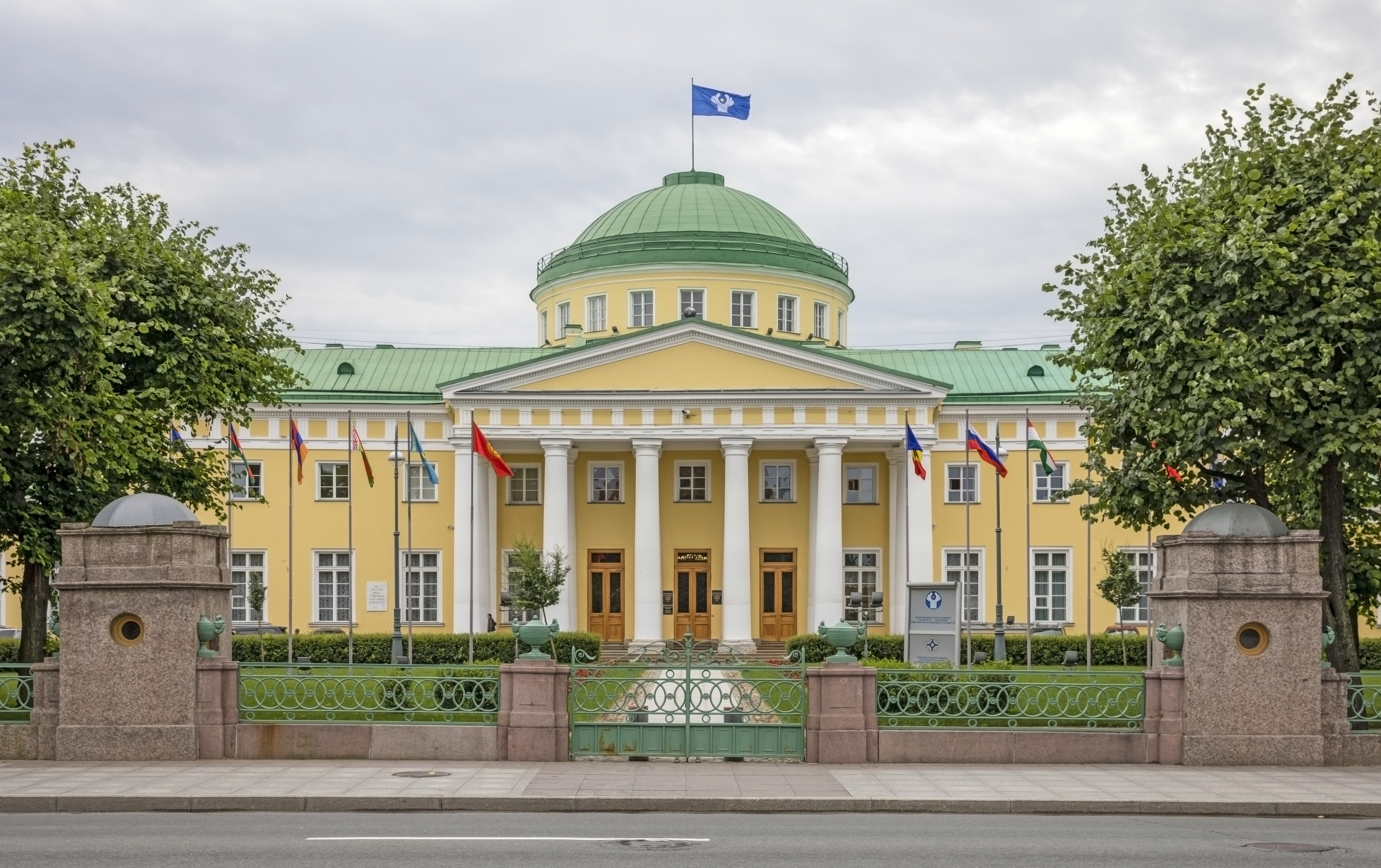
Palatul Taurida (2016)

Palatul Taurida (în rusă: Таврический дворец, Tavricheskii dvoreț) este unul dintre cele mai mari și mai importante din punct de vedere istoric palate din Sankt Petersburg, Rusia. Palatul și-a luat numele de la primul său proprietar, Grigori Potiomkin, care primise titlul de prinț de Taurida în 1787, după întrarea în componența Imperiului Rus a Peninsulei Crimeea, cunoscută și cu numele de Taurida, Taurica sau Hersonezul Tauric.

## Construirea și scopul inițial

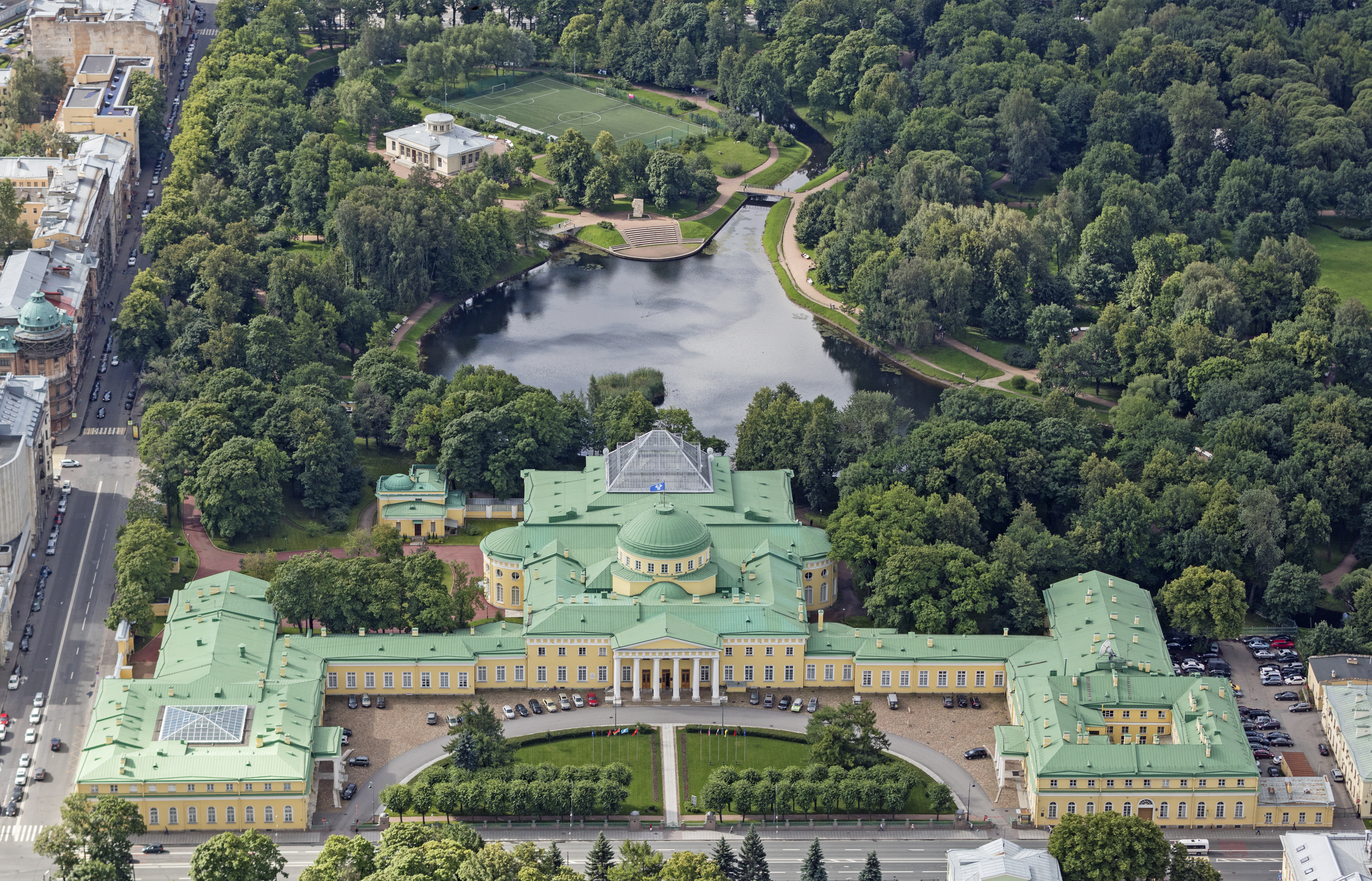
Vedere din aer a palatului Taurida (2016)

Prințul Grigori Potiomkin l-a angajat pe arhitectul său preferat, Ivan Starov, să îi proiecteze reședința sa din capitala imperiului în stilul neoclasic al lui Andrea Palladio. Proiectul lui Starov a prevăzut crearea unui parc vast, cu un port în fața clădirii, care avea să fie legat de Neva printr-un canal. Lucrările de construcție au început în 1783 și au durat șase ani. Pentru construirea și decorarea palatului au fost cheltuite 400.000 de ruble-aur. Palatul Taurida a fost considerat cea mai impozantă reședință nobiliară din Rusia secolului al XVIII-lea și a devenit model pentru numeroase reședințe ale oamenilor bogați de pe tot teritoriul Imperiului Rus. 
Potiomkin a locuit perioade scurte de timp în palat, cea mai mare a timpului petrecându-și-o ca guvernator al noilor teritorii cucerite de imperiu în sud – Novorusia, Azov, Saratov, Astrahan și Caucaz.
Cu câteva luni înaintea morții sale, Potiomkin a organizat în acest palat pe 28 aprilie 1791 niște festivități fără precedent, prin intermediul cărora sperase să recâștige afecțiunea schimbătoare a împărătesei  Ecaterina a II-a. Balul a fost descris de Gavrila Derjavin în una dintre cele mai lungi poeme ale sale. Potiomkin a părăsit capitala fără să își atingă scopurile Potiomkin avea să moară la Rădenii Vechi, 6 luni mai târziu.

## Utilizarea ulterioară

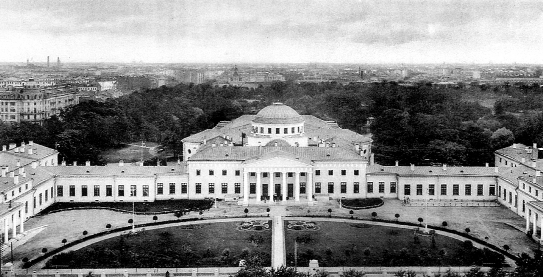
Palatul Taurida și grădinile la începutul secolului al XX-lea.

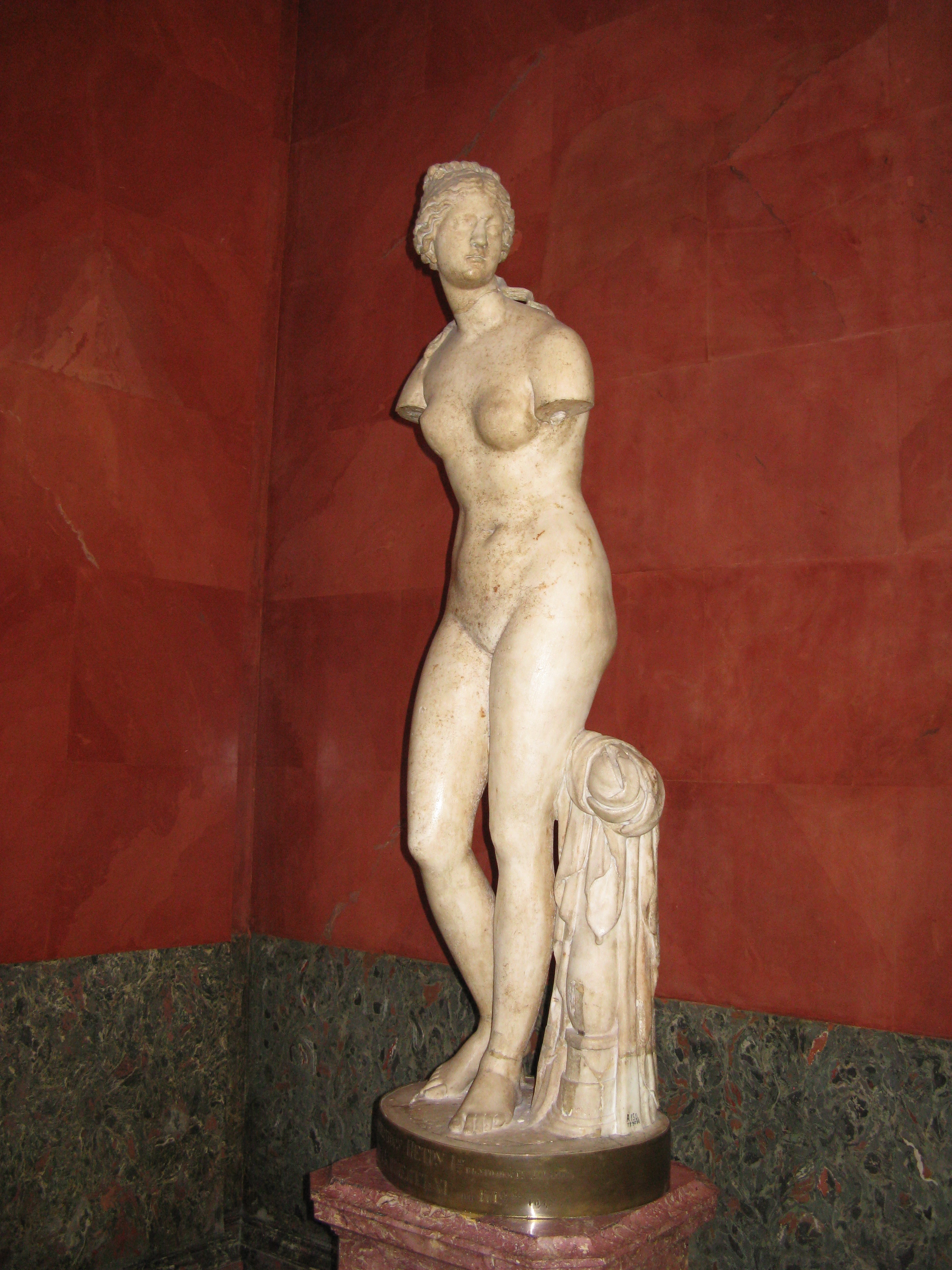
Afrodita / Venus Taurida, expusa în muzeul Ermitaj

După moartea lui Potiomkin, doi foști colaboratori ai prințului, Garnovskii (administratorul lui Potiomkin) și Gribovskii, (secretarul lui Zubov), au încercat să fure statui, tapiserii, mobilă, chiar și materiale de construcție rămase nefolosite. Poliția a reușit să intecepteze bărcile cu bunurile furate pe unul dintre brațele Nevei, Fontanka. Cei doi aveau să fie judecați în 1797, la ordinul fiului Ecaterinei a II-a, împăratul Pavel I.
Ecaterina a II-a a trecut palatul în posesia trezorerie și a ordonat arhitectului Fiodor Volkov să îl transforme în 1793-1794 în reședință de vară. Volkov este cel care a adus multe îmbunătățiri palatului, printre acestea numărându-se în aripa de est construirea unui teatru, iar în cea de vest a unei biserici. În grădina palatului a fost ridicat un Pavilion al Amiralității, o casă pentru grădinar, o orangerie, mai multe sere și poduri. Sculptura Venus Taurida (expusă acum în Muzeul Ermitaj) a fost păstrată în palat de la sfârșitul secolului al XVIII-lea până la mijlocul celui de-al XIX-lea.
După 1799, palatul a fost devastat, după ce Pavel I, care a detestat tot ceea ce îi plăcuse mamei sale, l-a transformat în cazarmă pentru militarii Regimentului imperial de cavalerie de gardă. 
Imediat după moartea lui Paul I, a început restaurarea palatului ca reședință imperială sub conducerea lui L. I. Ruska (1802-1803) și mai apoi a lui Carlo Rossi și Vasili Stasov.
La mijlocul și sfârșitul secolului al XIX-lea, palatul nu a avut un scop bine definit. Aici au locuit unii dintre mebrii familiei imperiale, care nu aveau un palat propriu. În mai multe rânduri, aici au locuit oaspeți de onoare ai împăratului Rusiei, din țară sau din străinătate. De exemplu, în 1826,  Maria Feodorovna l-a invitat aici pe istoricul Nikolai Karamzin, care de altfel a și murit în palat. A fost de asemenea folosit pentru organizarea de baluri și expoziții până în 1906, când a devenit sediul primului parlament rus, Duma de Stat.

## În timpul Revoluției Ruse

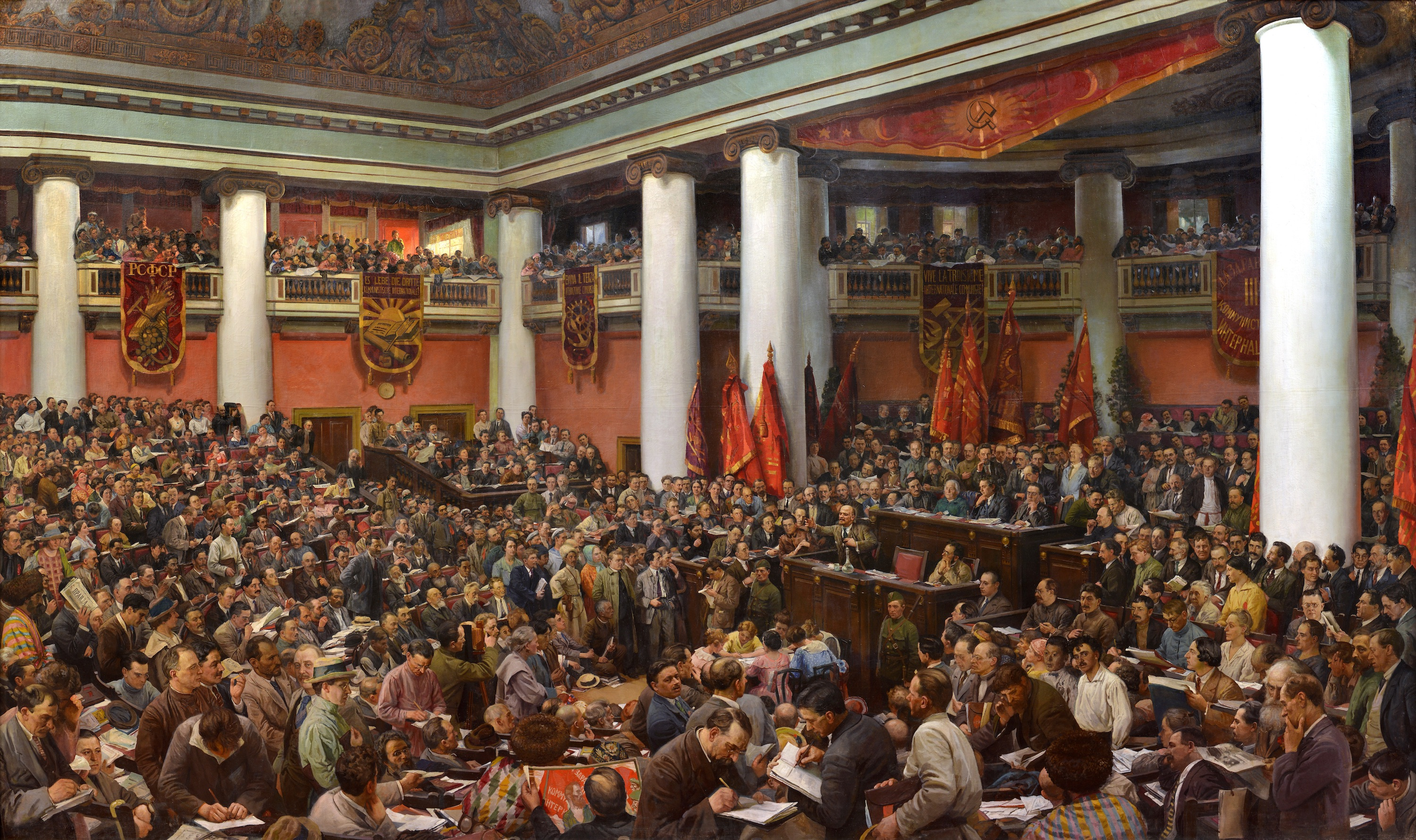
Discursul lui Lenin la al doilea Congress al Cominternului, 1924. Tablou de Isaak Brodskii

Imediat după Revoluția din Februarie din 1917, Palatul Taurida a devenit sediul Guvernului Provizoriu și al Sovietului din Petrograd, fiecare în câte o aripă diferită a palatului. (La începutul lunii martie, guvernul provizoriu s-a mutat la Palatul Mariinski.) Adunarea Constituantă Rusă și-a ținut întunirile aici în 1918. În mai 1918, bolșevicii au organizat aici  al 7-lea congres, unde au adoptat noua denumire a partidului,  Partidul Comunist al Întregii Rusii (bolșevicii).

## Utilizarea în perioada sovietică
În perioada 1920-1991, Palatul Taurida a fost utilizat pentru organizarea cursurilor Școlii Superioare de Partid. 

## Utilizare după colapsul Uniunii Sovietice
După colapsul Uniunii Sovietice, Palatul Taurida a devenit sediul Adunării Interparlamentare a CSI. Pentru nevoile noului organism a fost construită o anexă acoperită cu sticlă imediat în spatele palatului, în grădinile palatului. 

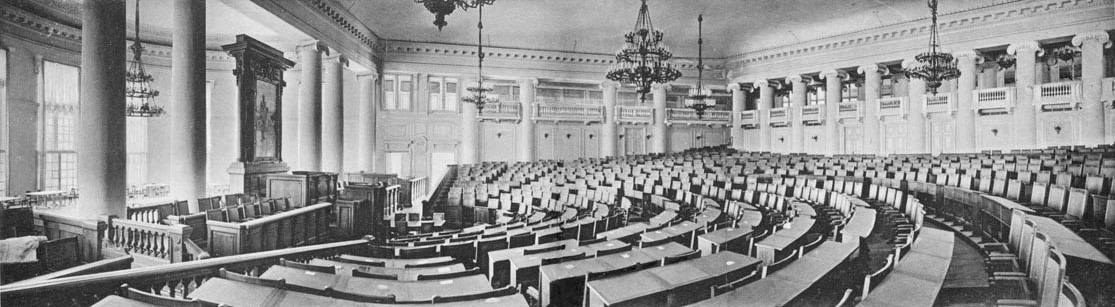
Sala de ședințe a primului parlament rus (pre-revolution).

## Resurse internet
Materiale media legate de Palatul Taurida la Wikimedia Commons
- St. Petersburg Official City Guide – Tavrichesky Palace Arhivat în 27 februarie 2018, la Wayback Machine.
- Pagina oficială a Adunarea Interparlamentare a statelor părți în Comunitatea Statelor Independente Arhivat în 4 februarie 2012, la Wayback Machine.